# Liste der City of Seattle Landmarks
Die Liste der City of Seattle Landmarks nennt die vom City of Seattle Landmarks Preservation Board ausgewiesenen Denkmäler in Seattle.
| Landmark                                                                                           | Stadtbereich         | Adresse                                                                       | Abbildung |
| -------------------------------------------------------------------------------------------------- | -------------------- | ----------------------------------------------------------------------------- | --------- |
| 1411 Fourth Avenue Building                                                                        | Downtown             | 1411 Fourth Avenue                                                            |           |
| 20th Avenue NE Bridge                                                                              | Northeast            | im Ravenna Park                                                               |           |
| 320 Terry Avenue                                                                                   | Lake Union           | 320 Terry Avenue N.                                                           |           |
| Admiral Theater                                                                                    | Southwest            | 2343 California Avenue S.W.                                                   |           |
| Admiral’s House                                                                                    | Magnolia/Queen Anne  | 2001 W. Garfield Street                                                       |           |
| Anhalt Apartment Building                                                                          | Greater Capitol Hill | 1005 E. Roy Street                                                            |           |
| Anhalt Apartment Building                                                                          | Greater Capitol Hill | 1014 E. Roy Street                                                            |           |
| Ankeny-Gowey House                                                                                 | Magnolia/Queen Anne  | 912 2nd Avenue. W                                                             |           |
| Arboretum Aqueduct                                                                                 | Greater Capitol Hill | Lake Washington Boulevard E. an der E. Foster Island Road                     |           |
| Arctic Building                                                                                    | Downtown             | 306 Cherry Street                                                             |           |
| B.F. Day School                                                                                    | Lake Union           | 3921 Linden Avenue N.                                                         |           |
| Ballard/Howe House                                                                                 | Magnolia/Queen Anne  | 22 W. Highland Drive                                                          |           |
| Bank of America Building / Seattle First National Bank Building                                    | Magnolia/Queen Anne  | 566 Denny Way                                                                 |           |
| Bank of California Building                                                                        | Downtown             | 815 2nd Avenue                                                                |           |
| Barnes Building                                                                                    | Downtown             | 2320 1st Avenue                                                               |           |
| Baroness Apartments                                                                                | Downtown             | 1005 Spring Street                                                            |           |
| Beacon Hill First Baptist Church                                                                   | Southeast            | 1607 S. Forest Street                                                         |           |
| Bel Roy Apartments                                                                                 | Greater Capitol Hill |                                                                               |           |
| Bell Building                                                                                      | Downtown             | 2326 1st Avenue                                                               |           |
| Belltown Cottages                                                                                  | Downtown             | 2512, 2512A & 2516 Elliot Avenue                                              |           |
| Ben Bridge Jewelers Street Clock                                                                   | Downtown             | 409 Pike Street                                                               |           |
| Benton's Jewelers Street Clock                                                                     | Northeast            | 3216 N.E 45th Street                                                          |           |
| Bethany Presbyterian Church                                                                        | Magnolia/Queen Anne  | 1818 Queen Anne Avenue N.                                                     |           |
| Black Manufacturing Building                                                                       | Central Area         | 1130 Rainier Avenue S.                                                        |           |
| Black Property                                                                                     | Southeast            | 1319 12th Avenue S.                                                           |           |
| Bon Marché                                                                                         | Downtown             | 300 Pine Street                                                               |           |
| Bloss House                                                                                        | Southwest            | 4055 SW Holgate Street                                                        |           |
| Bon Marché Stables                                                                                 | Downtown             | 2315 Western Ave.                                                             |           |
| Bowen/Huston Bungalow                                                                              | Magnolia/Queen Anne  | 715 W. Prospect Street                                                        |           |
| Bower/Bystrom House                                                                                | Greater Capitol Hill | 1022 Summit Avenue E.                                                         |           |
| Boyer/Lambert House                                                                                | Greater Capitol Hill | 1617 Boyer Avenue E.                                                          |           |
| Brace/Moriarty House                                                                               | Magnolia/Queen Anne  | 170 Prospect Street                                                           |           |
| Brehm Brothers Houses                                                                              | Greater Capitol Hill | 219 & 221 36th Avenue E.                                                      |           |
| Brill Trolley                                                                                      |                      |                                                                               |           |
| Brooklyn Building                                                                                  | Downtown             | 1222 2nd Avenue                                                               |           |
| Bryant Elementary School                                                                           | Northeast            | 3311 N.E. 60th Street                                                         |           |
| C.H. Black House & Gardens                                                                         | Magnolia/Queen Anne  | 615 W. Lee Street                                                             |           |
| California Avenue Substation                                                                       | Southwest            | 4304 S.W. Dakota Street                                                       |           |
| Camlin Hotel                                                                                       | Downtown             | 1619 9th Avenue                                                               |           |
| Capitol Hill United Methodist Church auch bekannt als First Methodist Protestant Church of Seattle | Greater Capitol Hill | 128 16th Avenue E.                                                            |           |
| Carroll’s Jewelers Street Clock                                                                    | Downtown             | 1427 4th Avenue                                                               |           |
| Century Square Street Clock                                                                        | Downtown             | 1529 4th Avenue                                                               |           |
| Central Building                                                                                   | Downtown             | 810 3rd Avenue                                                                |           |
| Central Waterfront Piers                                                                           | Downtown             | Piers 54, 55, 56, 57 & 59                                                     |           |
| Charles Bussell House (Eastman/Jacobsen)                                                           | Greater Capitol Hill | 1630 36th Avenue                                                              |           |
| Cheasty Boulevard South                                                                            | Southeast            |                                                                               |           |
| Chelsea Apartment Building ursprünglich Chelsea Family Hotel                                       | Magnolia/Queen Anne  | 620 W. Olympic Place                                                          |           |
| Chinese Community Bulletin Board                                                                   | Downtown             | 511 7th Avenue S.                                                             |           |
| Church of the Blessed Sacrament and Rectory                                                        | Northeast            | 5041 9th Avenue N.E.                                                          |           |
| Cleveland High School                                                                              | Southeast            | 5511 15th Avenue S.                                                           |           |
| Coca Cola Bottling Plant                                                                           | Greater Capitol Hill | 1313 E. Columbia St.                                                          |           |
| Coliseum Theater Building                                                                          | Downtown             | N.E. corner of 5th Avenue & Pike Street                                       |           |
| Colman Building                                                                                    | Downtown             | 801-821 1st Avenue                                                            |           |
| Colman School                                                                                      | Central Area         | 2300 S. Massachusetts Street                                                  |           |
| Colman School                                                                                      | Central Area         | 2300 S. Massachusetts Street                                                  |           |
| Colonnade Hotel                                                                                    | Downtown             | 107 Pine Street                                                               |           |
| Cooper House                                                                                       | Greater Capitol Hill | 225-227 14th Avenue E.                                                        |           |
| Cooper School                                                                                      | Southwest            | 4408 Delridge Way S.W.                                                        |           |
| Cotterill House                                                                                    | Magnolia/Queen Anne  | 2501 Westview Drive W.                                                        |           |
| Cowen Park Bridge                                                                                  | Northeast            | 15th Avenue N.E. zwischen Cowen Place N.E. und N.E. 62nd Street               |           |
| Dearborn House                                                                                     | Greater Capitol Hill | 1117 Minor Avenue                                                             |           |
| Decatur Building                                                                                   | Downtown             | 1521 6th Avenue                                                               |           |
| De la Mar Apartment Building                                                                       | Magnolia/Queen Anne  | 115 W. Olympic Place                                                          |           |
| Denny’s Restaurant / Manning’s Cafeteria (abgerissen)                                              | Northwest            | N.W. Market Street & 15th Avenue N.W.                                         |           |
| Dexter Horton Building                                                                             | Downtown             | 710 2nd Avenue                                                                |           |
| Douglass-Truth Library                                                                             | Central Area         | 2300 E. Yesler Way                                                            |           |
| Doyle Building / J.S. Graham Store                                                                 | Downtown             | 119 Pine Street                                                               |           |
| Dr. Annie Russell House                                                                            | Northeast            | 5721 8th Avenue N.E.                                                          |           |
| Drake House                                                                                        | Greater Ballard      | 6414 22nd Avenue N.W.                                                         |           |
| Dunlap Elementary School                                                                           | Southeast            | 8621 48th Avenue S.                                                           |           |
| Duwamish Railroad Bridge                                                                           | Greater Duwamish     | Eisenbahnstrecke südlich der Spokane Street Bridge über den Duwamish Waterway |           |
| Eagles Temple Building/ACT Theater                                                                 | Downtown             | 1416 7th Avenue                                                               |           |
| East Republican Street Stairway                                                                    | Greater Capitol Hill | zwischen Melrose Avenue E. und Bellevue Avenue E.                             |           |
| Eastern Hotel                                                                                      | Downtown             | 506 1/2 Maynard Avenue S.                                                     |           |
| Egan House                                                                                         | Greater Capitol Hill | 1500 Lakeview Blvd.                                                           |           |
| Eitel Building                                                                                     | Downtown             | 1501 2nd Avenue                                                               |           |
| El Rio Apartments                                                                                  | Downtown             | 1922-1928 9th Avenue                                                          |           |
| Ellsworth Storey Historic Cottages Group                                                           | Central Area         | 1706-1816 Lake Washington Boulevard S. und 1725-1729 36th Avenue S.           |           |
| Ellsworth Storey Houses                                                                            | Greater Capitol Hill | 260 and 270 Dorffel Drive E.                                                  |           |
| Emerson Elementary School                                                                          | Southeast            | 9709 S. 60th Street                                                           |           |
| Epiphany Chapel                                                                                    | Greater Capitol Hill | 3719 E. Denny Way                                                             |           |
| Exchange Building                                                                                  | Downtown             | 821 2nd Avenue                                                                |           |
| Excursion Boat Virginia V                                                                          |                      |                                                                               |           |
| Fauntleroy Community Church and YMCA                                                               | Southwest            | 9260 California Avenue S.W.                                                   |           |
| Fir Lodge/Alki Homestead Restaurant                                                                | Southwest            | 2727 61st Avenue S.W.                                                         |           |
| Fire Station #2                                                                                    | Downtown             | 2318 4th Avenue                                                               |           |
| Fire Station #3                                                                                    | Greater Capitol Hill | 301 Terry Avenue                                                              |           |
| Fire Station #6                                                                                    | Central Area         | 101 23rd Avenue                                                               |           |
| Fire Station #13                                                                                   | Southeast            | 3601 Beacon Avenue S.                                                         |           |
| Fire Station #14                                                                                   | Greater Duwamish     | 3224 4th Avenue S.                                                            |           |
| Fire Station #16                                                                                   | Northwest            | 6846 Oswego Place N.E.                                                        |           |
| Fire Station #17                                                                                   | Northeast            | 1010 N.E. 50th Street                                                         |           |
| Fire Station #18                                                                                   | Greater Ballard      | 5427 Russell Avenue N.W.                                                      |           |
| Fire Station #23                                                                                   | Central Area         | 722 18th Avenue S.                                                            |           |
| Fire Station #25                                                                                   | Greater Capitol Hill | 1400 Harvard Avenue                                                           |           |
| Fire Station #33                                                                                   | Southeast            | 10235 62nd Avenue S.                                                          |           |
| Fire Station #37                                                                                   | Southwest            | 7302 34th Avenue S.W.                                                         |           |
| Fire Station #38                                                                                   | Northeast            | 5503 33rd Avenue N.E.                                                         |           |
| Fire Station #41                                                                                   | Magnolia/Queen Anne  | 2416 34th Avenue W.                                                           |           |
| Fireboat Duwamish                                                                                  | Greater Ballard      |                                                                               |           |
| First African Methodist Episcopal Church                                                           | Greater Capitol Hill | 1522 14th Avenue                                                              |           |
| First Avenue Groups / Waterfront Center                                                            | Downtown             | 1001-1123 1st Avenue, 94-96 Spring Street, and 1006-1024 Western Avenue       |           |
| First Church of Christ Scientist                                                                   | Greater Capitol Hill | 1519 E. Denny Way                                                             |           |
| Fisher-Howell House                                                                                | Lake Union           | 2819 Franklin Avenue E.                                                       |           |
| Fischer Studio Building                                                                            | Downtown             | 1519 Third Avenue                                                             |           |
| Fitch/Nutt House                                                                                   | Lake Union           | 4401 Phinney Avenue N.                                                        |           |
| Flatiron Building, auch bekannt als Triangle Hotel and Bar                                         | Downtown             | 551 1st Avenue S.                                                             |           |
| Ford Assembly Plant Building                                                                       | Lake Union           | 1155 Valley Street                                                            |           |
| Fort Lawton Chapel                                                                                 | Magnolia/Queen Anne  | 3801 W. Government Way                                                        |           |
| Fourteenth Avenue West Group                                                                       | Magnolia/Queen Anne  | 2000-2016 14th Avenue W.                                                      |           |
| Franklin High School                                                                               | Central Area         | 3013 S. Mt. Baker Boulevard                                                   |           |
| Frederick & Nelson Building (nun Nordstrom)                                                        | Downtown             | 500-524 Pine Street                                                           |           |
| Fremont Bridge                                                                                     | Lake Union           | 4th Avenue N. und Fremont Avenue N. über den Lake Washington Ship Canal       |           |
| Fremont Hotel                                                                                      | Lake Union           | 3421-3429 Fremont Avenue N.                                                   |           |
| Fremont Library                                                                                    | Lake Union           | 1731 N. 35th Street                                                           |           |
| Fremont Trolley Barn / Red Hook Ale Brewery                                                        | Greater Ballard      | 3400 Phinney Avenue N.                                                        |           |
| Galbraith House / Seattle Mental Health                                                            | Greater Capitol Hill | 1729 17th Avenue                                                              |           |
| Garfield High School                                                                               | Central Area         | 400 23rd Avenue                                                               |           |
| Gas Works Park                                                                                     | Lake Union           |                                                                               |           |
| Gatewood School                                                                                    | Southwest            | 4320 S.W. Myrtle Street                                                       |           |
| George Washington Memorial Bridge / Aurora Bridge                                                  | Lake Union           | Aurora Avenue N. über dem Lake Washington Ship Canal                          |           |
| Georgetown City Hall                                                                               | Greater Duwamish     | 6202 13th Avenue S.                                                           |           |
| Georgetown Steam Plant                                                                             | Greater Duwamish     | 6511 Ellis Avenue S.                                                          |           |
| German House (früher Assay Office)                                                                 | Greater Capitol Hill | 613 9th Avenue                                                                |           |
| Gibbs House                                                                                        | Magnolia/Queen Anne  | 1000 Warren Avenue N.                                                         |           |
| Golden Gardens Bath House                                                                          | Northwest            | 8001 Seaview Avenue N.W.                                                      |           |
| Good Shepherd Center                                                                               | Northwest            | 4647 Sunnyside Avenue N.                                                      |           |
| Great American Food and Beverage Co. Street Clock                                                  | Lake Union           | 3119 Eastlake Avenue E.                                                       |           |
| Great Northern Building                                                                            | Downtown             | 1404 4th Avenue                                                               |           |
| Green Lake Library                                                                                 | Northwest            | 7364 E. Greenlake Drive N.                                                    |           |
| Greenwood Jewelers Street Clock                                                                    | Northeast            | 129 N. 85th Street                                                            |           |
| Guiry Hotel                                                                                        | Downtown             | 2101-2105 1/2 1st Avenue                                                      |           |
| Hainsworth/Gordon House                                                                            | Southwest            | 2657 37th Avenue S.W.                                                         |           |
| Handschy/Kistler House                                                                             | Magnolia/Queen Anne  | 2433 9th Avenue W.                                                            |           |
| Harborview Medical Center                                                                          | Downtown             | 325 Ninth Avenue                                                              |           |
| Harvard Mansion                                                                                    | Greater Capitol Hill | 2706 Harvard Avenue E.                                                        |           |
| Hat n’ Boots                                                                                       | Southwest            | 6910 E. Marginal Way S. (now moved to Oxbow Park)                             |           |
| Hay School                                                                                         | Magnolia/Queen Anne  | 2100 4th Avenue N.                                                            |           |
| Hebrew Academy / Old Forest Ridge Convent and Site                                                 | Greater Capitol Hill | 1617 Interlaken Drive E.                                                      |           |
| Hiawatha Playfield                                                                                 | Southwest            | 2700 California Avenue S.W.                                                   |           |
| Hillcrest Apartment Building                                                                       | Greater Capitol Hill | 1616 E. Howell Street                                                         |           |
| Hoge Building                                                                                      | Downtown             | 705 2nd Avenue                                                                |           |
| Holyoke Building                                                                                   | Downtown             | 107 Spring Street                                                             |           |
| Hong Kong and Shanghai Banking Co. Street Clock                                                    | Downtown             | 720 2nd Avenue                                                                |           |
| Horiuchi Mural                                                                                     | Magnolia/Queen Anne  | Seattle Center                                                                |           |
| Hull Building                                                                                      | Downtown             | 2401-2405 1st Avenue                                                          |           |
| Immaculate Conception Church                                                                       | Central Area         | 820 18th Avenue                                                               |           |
| Immanuel Lutheran Church                                                                           | Lake Union           | 1215 Thomas Street                                                            |           |
| James W. Washington, Jr. Home and Studio                                                           | Central Area         | 1816 26th Avenue                                                              |           |
| Japanese Language School, auch bekannt als Nihon Go Gakko                                          | Central Area         | 1414 S. Weller Street                                                         |           |
| Jensen Block                                                                                       | Lake Union           | 601-611 Eastlake Avenue E.                                                    |           |
| Josephinium / New Washington Hotel                                                                 | Downtown             | 1902 2nd Avenue                                                               |           |
| Joshua Green Building                                                                              | Downtown             | 1425 4th Avenue                                                               |           |
| The Kenney                                                                                         | Southwest            | 7125 Fauntleroy Way SW                                                        |           |
| Kinnear Park                                                                                       | Magnolia/Queen Anne  | 988 W. Olympic Place                                                          |           |
| Kobe Bell                                                                                          | Magnolia/Queen Anne  | Seattle Center                                                                |           |
| Kraus/Andersson House                                                                              | Southeast            |                                                                               |           |
| Kubota Gardens                                                                                     | Southeast            | 9727 Renton Avenue S.                                                         |           |
| L'Amourita Apartment Building                                                                      | Lake Union           | 2901-2917 Franklin Avenue E.                                                  |           |
| Lacey V. Murrow Bridge und Ostportale der Mount Baker Tunnels                                      | Central Area         | Interstate 90                                                                 |           |
| Lake City Library                                                                                  | Northeast            | 12501 28th Avenue N.E.                                                        |           |
| Lake City School                                                                                   | Northeast            | 2611 NE 125th St.                                                             |           |
| Lake Union Steam Plant and Hydro House                                                             | Lake Union           | 1179 Eastlake Avenue E.                                                       |           |
| Lake Washington Bicycle Path                                                                       | Greater Capitol Hill | E. Interlaken Boulevard zwischen Delmar Drive E. und 24th Avenue E.           |           |
| Langston Hughes Cultural Arts Center                                                               | Central Area         | 104 17th Avenue S.                                                            |           |
| Latona School                                                                                      | Lake Union           | 401 N.E. 42nd Street                                                          |           |
| Laurelhurst Community Center                                                                       | Northeast            | 4554 N.E. 41st Street                                                         |           |
| Leamington/Pacific Hotel and Apartments                                                            | Downtown             | 317 Marion Street                                                             |           |
| Leona/Park Ridge Apartments                                                                        | Magnolia/Queen Anne  | 916 Queen Anne Avenue N.                                                      |           |
| Liggett/Fourth and Pike Building                                                                   | Downtown             | 1424 Fourth Avenue                                                            |           |
| Lightship Relief / Swiftsure                                                                       |                      |                                                                               |           |
| Lincoln Park/Lincoln Reservoir and Bobby Morris Playfield (jetzt Cal Anderson Park)                | Greater Capitol Hill | 1000 E. Pine Street                                                           |           |
| Lloyd Building                                                                                     | Downtown             | 601 Stewart Street                                                            |           |
| Log House Museum Building                                                                          | Southwest            | 3003 61st Avenue S.W.                                                         |           |
| Louisa Building                                                                                    | Greater Ballard      | 5220 20th Avenue N.W.                                                         |           |
| Lyon Building                                                                                      | Downtown             | 607 3rd Avenue                                                                |           |
| M.V. Malibu                                                                                        |                      |                                                                               |           |
| M.V. Thea Foss                                                                                     |                      |                                                                               |           |
| Madison Middle School                                                                              | Southwest            | 3429 45th Avenue S.W.                                                         |           |
| Magnolia Library                                                                                   | Magnolia/Queen Anne  | 2801 34th Avenue W.                                                           |           |
| Mann Building                                                                                      | Downtown             | 1411 3rd Avenue                                                               |           |
| Maryland Apartments                                                                                | Greater Capitol Hill | 626 13th Avenue E.                                                            |           |
| McFee/Klockzien House                                                                              | Magnolia/Queen Anne  | 524 W. Highland Drive                                                         |           |
| McGraw Square/Place                                                                                | Downtown             | 5th Avenue & Westlake Avenue                                                  |           |
| Medical Dental Building                                                                            | Downtown             | 509 Olive Way                                                                 |           |
| Metropolitan Printing Press (Brasa Building)                                                       | Downtown             | 2107 Third Ave.                                                               |           |
| MGM Building                                                                                       | Downtown             | 2331 Second Avenue                                                            |           |
| Montlake Bridge und Montlake Cut                                                                   | Northeast            | Montlake Boulevard E. zwischen N.E. Pacific Street and E. Shelby Street       |           |
| Montlake Community Center                                                                          | Greater Capitol Hill | 1618 E. Calhoun Street                                                        |           |
| Moore Mansion                                                                                      | Greater Capitol Hill | 811 14th Avenue E.                                                            |           |
| Moore Theatre and Hotel Building                                                                   | Downtown             | 1932 2nd Avenue                                                               |           |
| Mount Baker Presbyterian Church                                                                    | South East           | 3201 Hunter Boulevard S                                                       |           |
| Myron Ogden House                                                                                  | Greater Capitol Hill | 702 35th Avenue                                                               |           |
| N. Queen Anne Dr. Bridge                                                                           | Magnolia/Queen Anne  | über dem Wolf Creek Canyon                                                    |           |
| Nathan Eckstein Junior High School                                                                 | Northeast            | 3003 N.E. 75th Street                                                         |           |
| Naval Reserve Armory                                                                               | Lake Union           | 800 Terry Ave. N.                                                             |           |
| Nelson/Steinbrueck House                                                                           | Lake Union           | 2622 Franklin Avenue E.                                                       |           |
| New Age Christian Church                                                                           | Greater Ballard      | 1763 N.W. 62nd Street                                                         |           |
| New Pacific Apartment Building                                                                     | Downtown             | 2600-2604 1st Avenue                                                          |           |
| New Richmond Laundry                                                                               | Lake Union           | 224 Pontius Avenue N.                                                         |           |
| North East Library                                                                                 | Northeast            | 6801 35th Avenue N.E.                                                         |           |
| Norvell House                                                                                      | Greater Ballard      | 3306 N.W. 71st Street                                                         |           |
| Old Main Street School                                                                             | Downtown             | 307 6th Avenue S.                                                             |           |
| Old Norway Hall                                                                                    | Lake Union           | 2015 Boren Avenue                                                             |           |
| Olympic Tower (ursprünglich United Shopping Tower)                                                 | Downtown             | 217 Pine Street                                                               |           |
| Olympic Warehouse and Cold Storage Building, auch bekannt als Agen Warehouse                       | Downtown             | 1203-1207 Western Avenue                                                      |           |
| P. P. Ferry House / Old Deanery of St. Mark’s Cathedral                                            | Greater Capitol Hill | 1531 10th Avenue E.                                                           |           |
| Pacific McKay and Ford McKay                                                                       | Downtown             | 601-615 Westlake Avenue N.                                                    |           |
| Pacific Medical Center/U.S. Marine Hospital                                                        | Greater Duwamish     | 1200 12th Avenue S.                                                           |           |
| Pacific Science Center                                                                             | Magnolia/Queen Anne  | 200 2nd Avenue N.                                                             |           |
| Pantages House                                                                                     | Greater Capitol Hill | 803 E. Denny Way                                                              |           |
| Paramount Theater Building                                                                         | Downtown             | 901 Pine Street                                                               |           |
| Parker-Fersen House                                                                                | Greater Capitol Hill | 1409 E Prospect Street                                                        |           |
| Parsons House                                                                                      | Magnolia/Queen Anne  | 618 W. Highland Drive                                                         |           |
| Parsons Memorial Garden                                                                            | Magnolia/Queen Anne  | westlich von 618 W. Highland Drive                                            |           |
| Pier 59                                                                                            | Downtown             | 1415 Alaskan Way                                                              |           |
| Providence Hospital 1910 Building                                                                  | Greater Capitol Hill | 528 - 17th Avenue                                                             |           |
| Queen Anne Boulevard                                                                               | Magnolia/Queen Anne  | mehrere Straßen am Queen Anne Hill                                            |           |
| Queen Anne High School                                                                             | Magnolia/Queen Anne  | 215 Galer Street                                                              |           |
| Queen Anne Library                                                                                 | Magnolia/Queen Anne  | 400 W. Garfield Street                                                        |           |
| Queen Anne Water Tank #1                                                                           | Magnolia/Queen Anne  | 1410 1st Avenue N.                                                            |           |
| Querio House                                                                                       | Southwest            | 9364 7th Avenue S.                                                            |           |
| Rainier Club                                                                                       | Downtown             | 810 4th Avenue                                                                |           |
| Rainier Cold Storage & Ice / Seattle Brewing & Malting Company Building                            | Greater Duwamish     | 6000-6004 Airport Way S.                                                      |           |
| Ramsing House                                                                                      | Northeast            | 540 N.E. 80th Street                                                          |           |
| RKO Distributing Company Building                                                                  | Downtown             | 2312–2316 2nd Avenue                                                          |           |
| Rohrer House                                                                                       | Central Area         | 122 37th Avenue E.                                                            |           |
| Roosevelt High School                                                                              | Northeast            | 1410 N.E. 66th Street                                                         |           |
| Rosen House                                                                                        | Greater Ballard      | 9017 Loyal Avenue N.W.                                                        |           |
| Salmon Bay Bridge                                                                                  | Greater Ballard      | Eisenbahnstrecke über den Lake Washington Ship Canal in Ballard               |           |
| Samuel Hyde House                                                                                  | Greater Capitol Hill | 3726 E. Madison Street                                                        |           |
| San Remo Apartment Building                                                                        | Greater Capitol Hill | 606 E. Thomas Street                                                          |           |
| Satterlee House                                                                                    | Southwest            | 4866 Beach Drive S.W.                                                         |           |
| Schillestad Building                                                                               | Downtown             | 2111 1st Avenue                                                               |           |
| Schmitz Park Bridge                                                                                | Southwest            | Admiral Way über Schmitz Park Ravine                                          |           |
| Schooner Wawona                                                                                    |                      |                                                                               |           |
| Seaboard Building (früher Northern Bank and Trust Building)                                        | Downtown             | 1506 Westlake Avenue                                                          |           |
| Seattle, Chief of Suquamish Statue                                                                 | Downtown             | Tillicum Place an der Kreuzung von 5th Avenue, Denny Way und Cedar Street     |           |
| Seattle Asian Art Museum at Volunteer Park                                                         | Greater Capitol Hill | 1400 E. Prospect Street                                                       |           |
| Seattle Buddhist Church                                                                            | Central Area         | 1427 S. Main Street                                                           |           |
| Seattle Center House / früher Seattle Armory (Zeughaus)                                            | Magnolia/Queen Anne  | 305 Harrison Street                                                           |           |
| Seattle Empire Laundry                                                                             | Downtown             | 2301 Western Avenue / 66 Bell Street                                          |           |
| Seattle First Baptist Church                                                                       | Greater Capitol Hill | 1121 Harvard Avenue                                                           |           |
| Seattle Labor Temple                                                                               | Downtowns            | 2800 First Avenue                                                             |           |
| Seattle Monorail                                                                                   | Magnolia/Queen Anne  |                                                                               |           |
| Seattle Times Building                                                                             | Lake Union           | 1120 John Street                                                              |           |
| Seattle Tower                                                                                      | Downtown             | 1212 3rd Avenue                                                               |           |
| Seattle Yacht Club                                                                                 | Greater Capitol Hill | 1807 E. Hamlin Street                                                         |           |
| Securities Building                                                                                | Downtown             | 1907 Third Avenue                                                             |           |
| Seward Park Inn / Seward Park Annex                                                                | Southeast            | 5900 Lake Washington Boulevard S.                                             |           |
| Seward School                                                                                      | Lake Union           | 2515 Boylston Avenue E.                                                       |           |
| Shafer Building / Sixth and Pine Building                                                          | Downtown             | 515 Pine Street                                                               |           |
| Shuey House                                                                                        | Northeast            | 5218 16th Avenue N.E.                                                         |           |
| Sigma Kappa Mu                                                                                     | Northeast            | 4510 22nd Avenue N.E.                                                         |           |
| Sixth Church of Christ Scientist                                                                   | Southwest            | 2656 42nd Avenue S.W.                                                         |           |
| Smith Tower                                                                                        | Downtown             | 506 2nd Avenue                                                                |           |
| W. T. Preston                                                                                      |                      | nun bei Anacortes, Washington an Land                                         |           |
| Sorrento Hotel                                                                                     | Downtown             | 900 Madison Street                                                            |           |
| Space Needle                                                                                       | Magnolia/Queen Anne  | 219 4th Avenue N.                                                             |           |
| St. James Cathedral, Rectory and Site                                                              | Greater Capitol Hill | 9th Avenue and Marion Street                                                  |           |
| St. Joseph’s Church                                                                                | Greater Capitol Hill | 732 18th Avenue                                                               |           |
| St. Nicholas Russian Orthodox Cathedral                                                            | Greater Capitol Hill | 1714 13th Avenue                                                              |           |
| St. Nicholas/Lakeside School                                                                       | Greater Capitol Hill | 1501 10th Avenue E.                                                           |           |
| St. Spiridon Russian Orthodox Cathedral                                                            | Lake Union           | 400 Yale Avenue N.                                                            |           |
| Stevens School                                                                                     | Greater Capitol Hill | 1242 18th Avenue E.                                                           |           |
| Stimson-Green House                                                                                | Greater Capitol Hill | 1204 Minor Avenue                                                             |           |
| Stuart/Balcom House                                                                                | Magnolia/Queen Anne  | 619 W. Comstock Street                                                        |           |
| Summit School/Northwest School                                                                     | Greater Capitol Hill | 1415 Summit Avenue                                                            |           |
| Supply Laundry                                                                                     | Lake Union           | 1265 Republican Street                                                        |           |
| Terminal Sales Building                                                                            | Downtown             | 1932 1st Avenue                                                               |           |
| Terminal Sales Annex                                                                               | Downtown             | 1931 2nd Avenue                                                               |           |
| Thompson/LaTurner House                                                                            | Southeast            | 3119 S. Day Street                                                            |           |
| Times Square Building                                                                              | Downtown             | 414 Olive Way                                                                 |           |
| Treat House                                                                                        | Magnolia/Queen Anne  | 1 W. Highland Drive                                                           |           |
| Trinity Parish Episcopal Church                                                                    | Greater Capitol Hill | 609 8th Avenue                                                                |           |
| Troy Laundry Building                                                                              | Lake Union           | 311-329 Fairview Avenue N.                                                    |           |
| Tugboat Arthur Foss                                                                                |                      |                                                                               |           |
| Twenty-Third Avenue Houses Group                                                                   | Central Area         | 812-828 23rd Avenue                                                           |           |
| U.S. Immigration Building                                                                          | Downtown             | 84 Union Street                                                               |           |
| University Heights Elementary School                                                               | Northeast            | 5031 University Way N.E.                                                      |           |
| University Library                                                                                 | Northeast            | 5009 Roosevelt Way N.E.                                                       |           |
| University Methodist Episcopal Church and Parsonage                                                | Northeast            | 4142 Brooklyn Avenue N.E.                                                     |           |
| University Presbyterian Church                                                                     | Northeast            | 4555 16th Avenue N.E.                                                         |           |
| Van Vorst Building                                                                                 | Lake Union           | 413-421 Boren Avenue N.                                                       |           |
| Victorian House                                                                                    | Central Area         | 1414 S. Washington Street                                                     |           |
| Victorian Row Apartment Building                                                                   | Central Area         | 1236-1238 S. King Street                                                      |           |
| Villa Costella                                                                                     | Magnolia/Queen Anne  | 384 West Olympic Way                                                          |           |
| Volunteer Park Conservatory                                                                        | Greater Capitol Hill | 1400 E. Galer Street                                                          |           |
| Wallingford Center / Interlake School                                                              | Lake Union           | 4416 Wallingford Avenue N./1815 N. 45th Street                                |           |
| Wallingford Fire and Police Station                                                                | Lake Union           | 1629 N. 45th Street                                                           |           |
| Ward House                                                                                         | Greater Capitol Hill | 520 E. Denny Way                                                              |           |
| Washington Athletic Club                                                                           | Downtown             | 1325 6th Avenue                                                               |           |
| Washington Hall                                                                                    | Center Area          | 14th Avenue and Fir Street                                                    |           |
| West Earth Co. Street Clock                                                                        | Lake Union           | 406 Dexter Avenue N.                                                          |           |
| West Queen Anne Elementary School                                                                  | Magnolia/Queen Anne  | 515 W. Galer Street                                                           |           |
| West Queen Anne Walls                                                                              | Magnolia/Queen Anne  | 8th Place W. zwischen W. Galer Street und W. Highland Drive                   |           |
| West Seattle High School                                                                           | Southwest            | 4075 S.W. Stevens Street                                                      |           |
| West Seattle Library                                                                               | Greater Duwamish     | 2306 42nd Avenue S.W.                                                         |           |
| Wilsonian Apartments                                                                               | Northeast            | 4700-4720 University Way N.E.                                                 |           |
| Windham Apartments                                                                                 | Downtown             | 420 Blanchard Street                                                          |           |
| Wintonia Hotel                                                                                     | Greater Capitol Hill | 1431 Minor Avenue                                                             |           |
| Women’s University Club                                                                            | Downtown             | 1105 Sixth Avenue                                                             |           |
| Yesler Houses                                                                                      | Central Area         | 103, 107 und 109 23rd Avenue                                                  |           |
| YMCA Building                                                                                      | Downtown             | 909 4th Avenue                                                                |           |
| YWCA Building                                                                                      | Downtown             | 1118 Fifth Avenue                                                             |           |